# Petra Polnišová
Petra Polnišová  (ur. 24 lutego 1976 w Bratysławie) – słowacka aktorka, grająca głównie role komediowe. Najczęściej współpracuje ze stacją Markíza.

## Filmografia
- S.O.S (2004–2008)
- Myzuka (2008)
- Partička (2008–2012)
- Hoď svišťom (2011–2012)
- Svatojánský věneček (2015)
- Kredenec (od 2014)
- Górka Dolna (od 2015)
- Cuky Luky Film (2017)

## Nagrody
- OTO 2007 w kategorii humorysta
- OTO 2009 w kategorii aktorka
- OTO 2010 w kategorii aktorka komediowa
- OTO 2011 w kategorii aktorka